# ميرور سوفت
ميرور سوفت (بالإنجليزية: Mirrorsoft)‏، هي شركة بريطانية لتطوير ونشر ألعاب الفيديو، تأسست سنة 1983، وأعلنت حلها سنة 1991.